# Lift Me Up (песня Five Finger Death Punch)
Lift Me Up — первый сингл американской грув-метал группы Five Finger Death Punch из альбома The Wrong Side of Heaven and the Righteous Side of Hell, Volume 1. В записи сингла принимал участие Роб Хэлдфорд, вокалист группы Judas Priest. Песня была исполнена на открытии премии «Revolver Golden Gods Awards» 2 мая 2013 года, в том же составе. По словам Айвена Муди, основным вокалистом являлся не он, а Хэлфорд.
В 2014 году победила на «Revolver Golden Gods Awards» в номинации «Песня года» (англ. Song of the Year).

## Значение
По словам Айвена, песня призывает бороться против рутины и пытаться прорываться во всём, несмотря на то, какие ловушки строит жизнь.

## Клип
В клипе отчётливо слышно, как Айвен поёт первый куплет, Роб — второй, а последнюю часть они поют оба. Клип сопровождается ударами молний на тёмном и атаками микроорганизмов друг против друга.

## Чарты
| Чарт (2013)                   | Высшая позиция |
| ----------------------------- | -------------- |
| US Hot Rock Songs             | 19             |
| US Hot Mainstream Rock Tracks | 1              |
| US Rock Airplay               | 18             |

### Годовые чарты
| Чарт (2013)             | Позиция |
| ----------------------- | ------- |
| US Billboard Rock Songs | 48      |

## Персонал
- Айвен Муди – вокал
- Золтан Батори – ритм-гитара
- Джексон Хук – соло-гитара, бэк-вокал
- Крис Каэл – бас-гитара, бэк-вокал
- Джереми Спенсер – ударные
- Роб Хэлдфорд — приглашённый вокал